# スポーツ・タイム
スポーツ・タイムは、1951年12月25日から1959年8月16日まで、ラジオ東京で放送されたスポーツニュース番組。

## 概要
ラジオ東京最初のスポーツ番組であり、開局当日から毎日、その日行われたスポーツの結果を、録音をまじえながら伝えた。放送時間は18:55 - 19:00（終了当時は日曜のみ、18:50 - 19:00）。
1952年1月9日に、東京箱根間往復大学駅伝競走（箱根駅伝）の録音番組（同6日・7日の模様を収録。10分）を放送するまでは、同局唯一のスポーツ番組だった。
1955年4月1日に開局したTBSテレビ（当時:ラジオ東京テレビ）でも、本番組の放送を開始（開局日は19:20から10分間）。
開始当時は日本油脂、終了当時は山之内製薬の一社提供スポンサー番組として放送された。
テーマ音楽は、服部逸郎（レイモンド服部）の作曲によるもので、のちにレコード化される際『コバルトの空』というタイトルが付いた。

## 参考資料
- 東京放送のあゆみ（1965年、東京放送発行。東京放送社史編集室編）…国立国会図書館の所蔵情報
- TBS50年史（2002年1月、東京放送編・発行）…国立国会図書館の所蔵情報
  - 資料編
  - 付録DVD（DVD-ROM『ハイブリッド検索編』）